# Davaasüjiin Otgontsetseg
Davaasüjiin Otgontsetseg (en mongol: Даваасүхийн Отгонцэцэг; Darjan, 26 de septiembre de 1990) es una luchadora mongola de lucha libre. Participó en los Juegos Olímpicos de Londres 2012 consiguiendo un noveno puesto en la categoría de 48 kg. Compitió en seis campeonatos mundiales. Consiguió una medalla de plata en 2011. Ganó tres medallas en Campeonatos Asiáticos, de oro en 2016. Tres veces representó a su país en la Copa del Mundo, en 2012 clasificándose en la primera posición. Terecera en el Campeonato Mundial de Juniores del año 2009 y 2010.